# Sverre Andresen
Sverre Oddvar Andresen (Oslo, 1 de marzo de 1924 - 12 de diciembre de 1994) fue un político noruego del Partido Laborista Noruego.
Nació el 1 de marzo de 1924 en Oslo. Fue elegido para el Parlamento Noruego por Buskerud en 1965, pero no fue reelecto en 1969.
Andresen también estuvo involucrado en la política local en los municipios de Ringerike y Hole. Presidió el capítulo local del partido de 1974 a 1977.
Desarrolló su carrera profesional como soldador y tornero.